# 911 هـ
911 هـ هي سنة في التقويم الهجري امتدت مقابلةً في التقويم الميلادي بين سنتي 1505 و1506.

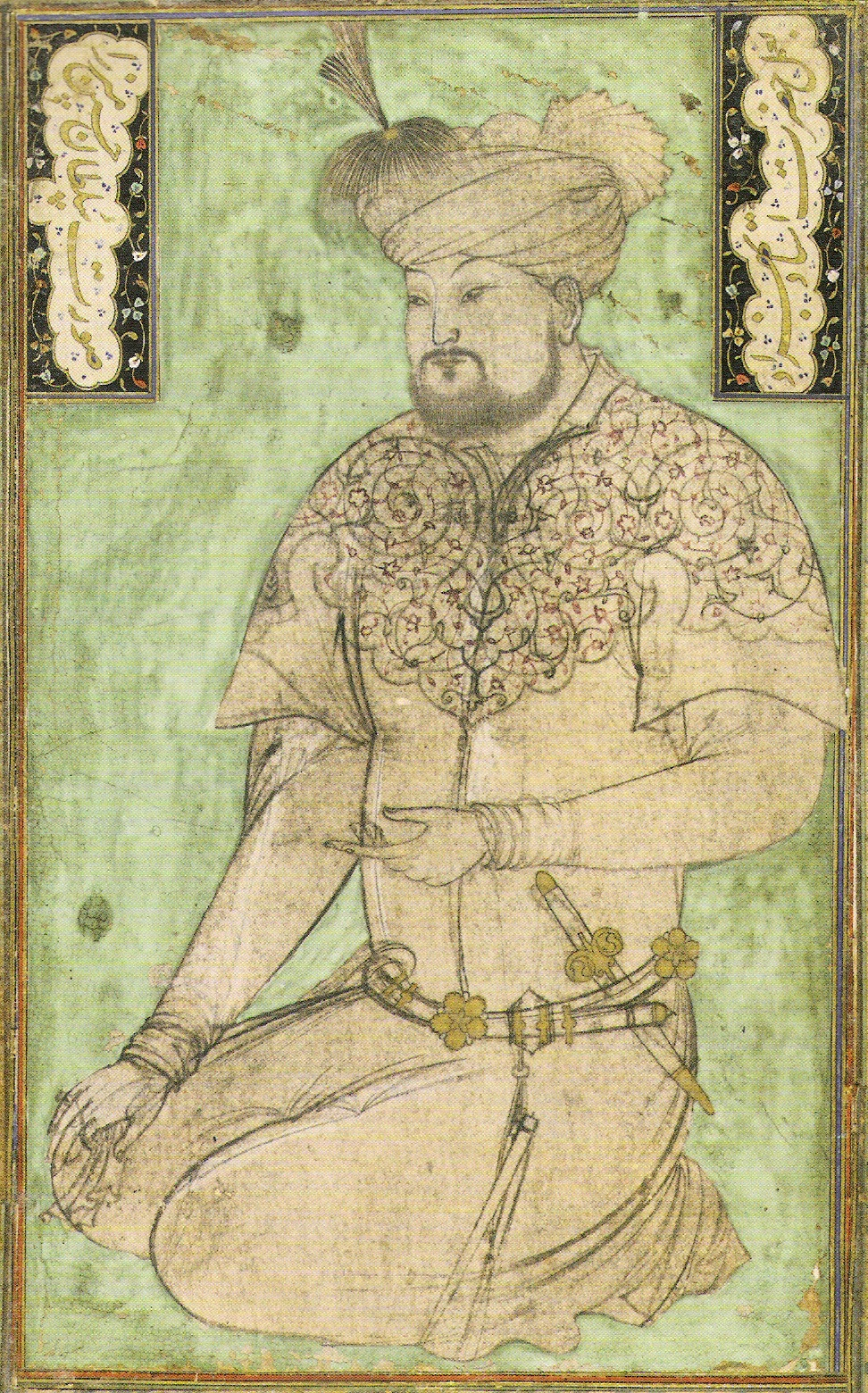
حسين بايقرا

## مواليد
- زين الدين بن علي الجبعي العاملي
- محمد ابن نمي الثاني

## وفيات
- السمهودي
- حسين بايقرا
- جلال الدين السيوطي